# Pachygrapsus
Pachygrapsus  (лат.) — род крабов из семейства Grapsidae.

## Описание
Карапакс угловатый, почти прямоугольный. Диаметр взрослых особей от 25 мм (Pachygrapsus transversus) до 6 см (Pachygrapsus crassipes). Эти виды встречаются в разных зонах (прибрежных, наземных, пелагических).

## Ареал и места обитания
Ареал охватывает Чёрное и Средиземное моря, Атлантический океан от Северо-Западного побережья Франции до Азорских островов. Встречаются на побережьях Кавказа и Крымского полуострова на небольших глубинах с каменистым дном.

## Питание
Питаются, главным образом, донными беспозвоночными и органическими остатками.

## Виды
В роде Pachygrapsus 14 видов:
- Pachygrapsus corrugatus (von Martens, 1872)
- Pachygrapsus crassipes Randall[англ.], 1840
- Pachygrapsus fakaravensis Rathbun, 1907
- Pachygrapsus gracilis (Saussure, 1858)
- Pachygrapsus laevimanus Stimpson, 1858
- Pachygrapsus loveridgei Chace, 1966
- Мраморный краб[2][3][4] (Pachygrapsus marmoratus) (Fabricius, 1787)
- Pachygrapsus maurus (Lucas, 1846)
- Pachygrapsus minutus A. Milne-Edwards, 1873
- Pachygrapsus planifrons de Man, 1888
- Pachygrapsus plicatus (H. Milne Edwards, 1837)
- Pachygrapsus propinquus de Man, 1908
- Pachygrapsus socius Stimpson, 1871
- Pachygrapsus transversus (Gibbes, 1850)